# Gare de Grésy-sur-Isère
Gare de Grésy-sur-Isère vasútállomás Franciaországban, Grésy-sur-Isère településen.

## Vasútvonalak
Az állomást az alábbi vasútvonalak érintik:
- Saint-Pierre-d'Albigny-Bourg-Saint-Maurice-vasútvonal

## Kapcsolódó állomások
A vasútállomáshoz az alábbi állomások vannak a legközelebb:
- Gare de Saint-Pierre-d'Albigny
- Gare de Frontenex